# Cantón de Lavelanet
El cantón de Lavelanet era una división administrativa francesa, que estaba situada en el departamento de Ariège y la región de Mediodía-Pirineos.

## Composición
El cantón estaba formado por veintiún comunas:
- Bélesta
- Bénaix
- Carla-de-Roquefort
- Dreuilhe
- Fougax-et-Barrineuf
- Ilhat
- L'Aiguillon
- Lavelanet
- Lesparrou
- Leychert
- Lieurac
- Montferrier
- Montségur
- Nalzen
- Péreille
- Raissac
- Roquefixade
- Roquefort-les-Cascades
- Saint-Jean-d'Aigues-Vives
- Sautel
- Villeneuve-d'Olmes

## Supresión del cantón de Lavelanet
En aplicación del Decreto nº 2014-174 de 18 de febrero de 2014, el cantón de Lavelanet fue suprimido el 22 de marzo de 2015 y sus 21 comunas pasaron a formar parte del nuevo cantón de País de Olmes.